# Taraxacum sundbergii
Taraxacum sundbergii é uma espécie de planta com flor pertencente à família Asteraceae. 
A autoridade científica da espécie é Dahlst., tendo sido publicada em Ark. Bot. 12(2): 100. 1912.
Os seus nomes comuns são dente-de-leão, o-teu-pai-é-careca ou taráxaco.

## Portugal
Trata-se de uma espécie presente no território português, nomeadamente em Portugal Continental.
Em termos de naturalidade é nativa da região atrás indicada.

## Protecção
Não se encontra protegida por legislação portuguesa ou da Comunidade Europeia.